# Cases a la muralla de Sant Francesc, 51-53 (Valls)
Les cases a la muralla de Sant Francesc, 51-53 són uns edificis de Valls (Alt Camp) protegits com a Bé Cultural d'Interès Local.

## Descripció
Edificis situats a la muralla de Sant Francesc, al centre del nucli de Valls. Es presenten com dos habitatges diferenciats, tot i les traces arquitectòniques demostren la seva concepció unitària, edificat, originàriament, com un sol habitatge. Tot i que les reformes són plenament visibles, l'habitatge corresponent al número 51 mostra alguns elements interessants com els arcs a sardinell de les obertures del primer i segon pis, la composició simètrica de la façana, la finestra balconera amb barana metàl·lica amb motius geometritzants, les obertures en forma d'arc de mig punt del segon pis i el coronament, amb cornisa motllurada i barana d'obra formada per obertures que creen dibuix de diamants estirats.